# Янова Легота
Янова Легота (словац. Janova Lehota) — село, громада округу Ж'яр-над-Гроном, Банськобистрицький край, центральна Словаччина, регіон Теков. Кадастрова площа громади — 17,67 км².
Населення 962 особи (станом на 31 грудня 2017 року).

## Історія
Янова Легота згадується в 1487 році.

## Населення
| Рік:            | 1994. | 2004.   | 2014.   | 2024.   |
| --------------- | ----- | ------- | ------- | ------- |
| Кількість осіб: | 826   | 863     | 927     | 917     |
| Різниця:        |       | +4,47 % | +7,41 % | -1,07 % |

| Рік:            | 2023. | 2024.   |
| --------------- | ----- | ------- |
| Кількість осіб: | 905   | 917     |
| Різниця:        |       | +1,32 % |